# Che cos'è la matematica?
Che cos'è la matematica? (sottotitolo: Introduzione elementare ai suoi concetti e metodi) è un saggio di alta divulgazione scientifica nel campo della matematica, scritto da Richard Courant e Herbert Robbins, pubblicato in Italia da Bollati Boringhieri. È considerato da molti il "numero uno" tra i testi di "matematica divulgativa seria".
L'edizione originale del libro, in lingua inglese, è pubblicata dalla Oxford University Press. La prima edizione risale al 1941. Un'edizione riveduta e aggiornata è comparsa nel 1996. Le rispettive edizioni italiane sono del 1950 (dapprima per Einaudi, poi per Paolo Boringhieri dal 1964). L'edizione riveduta del 1996 è stata stampata per Bollati Boringhieri nel 2000. L'aspetto della copertina dell'edizione Boringhieri, dal 1971 al 2000, era basata su uno schema grafico di Enzo Mari (poi abbandonato nella ristampa di marzo 2007).

## Contenuti
L'opera si presenta come un libro introduttivo alla matematica e ai suoi metodi, che, nelle intenzioni degli autori, intende rivolgersi a una platea molto ampia: studenti universitari e liceali, professori di scuola secondaria, ma anche specialisti della materia, oltre a un pubblico più generale di persone colte e profane, ma con un forte interesse alla matematica. L'impostazione è tale che lettura del libro è accessibile, in generale, a chi possieda un bagaglio di cultura matematica di livello liceale, anche se la penetrazione e la comprensione dei concetti fondamentali esposti nel libro richiede un certo sforzo intellettuale.
Gli argomenti di cui si occupa sono la teoria dei numeri, combinatoria, geometria euclidea, geometria proiettiva, geometrie non euclidee, geometria differenziale, topologia, topologia algebrica, calcolo infinitesimale.
1. I numeri naturali e la teoria dei numeri
2. Il sistema dei numeri in matematica: numeri razionali, reali, complessi
3. Costruzioni geometriche
4. Geometria proiettiva. Assiomatica. Geometrie non Euclidee
5. Topologia
6. Funzioni e limiti
7. Massimi e minimi
8. Il calcolo. Derivate e integrali.
9. Sviluppi recenti
10. Appendice. Osservazioni, problemi ed esercizi

### Titolo
Secondo il matematico Michael Katehakis, il titolo del libro sarebbe ispirato a Che cos'è l'arte? di Lev Tolstoj: la congettura si basa sulla grande passione di Robbins per la letteratura, e per Tolstoj in particolare, e sul fatto che Robbins ha fatto qualcosa di analogo nel libro  Great Expectations: The Theory of Optimal Stopping , scritto insieme a Y. S. Chow e David Siegmund, il cui titolo presenta una chiara assonanza con quello del romanzo Great Expectations di Charles Dickens.
In seguito, il titolo del saggio divulgativo ha ispirato la scelta di Reuben Hersh per il suo What Is Mathematics, Really? (Cos'è davvero la matematica?), un saggio di filosofia della matematica.

## Fortuna dell'opera
Il volume di Courant e Robbins ha avuto una notevole fortuna editoriale, tanto da divenire un "classico" per le persone interessate alla matematica, per passione o per professione.

### Recensioni
Per la sua impostazione, per l'ampiezza dei contenuti, e per il livello della trattazione, il manuale divulgativo ha ricevuto moltissimi giudizi positivi.
Albert Einstein, ad esempio, lo definì:
(Albert Einstein)
Il matematico Hermann Weyl si è espresso in termini entusiastici:
(Hermann Weyl)
Francesco Severi, nel 1951, salutò con estremo favore l'uscita della prima edizione italiana, avvenuta l'anno prima:
Personalmente sono entusiasta del contributo che questo libro dà alla campagna che vado conducendo contro il soverchio e pericoloso astrattismo della matematica contemporanea [...].
 L'analisi critica dei fondamenti e dei concetti è stata ed è preziosa, ma essa non deve farci trascurare l'attività creatrice che deve procedere con fare più libero.»
(Francesco Severi, Recensione in "Scientia", 1951)

### Edizione aggiornata del 1996
A 55 anni dalla prima uscita, il testo ha avuto un aggiornamento nella seconda edizione in inglese nel 1996: oltre a qualche piccola correzione e ad alcuni miglioramenti, il materiale è rimasto sostanzialmente identico, tanto che le aggiunte e correzioni non hanno modificato la paginazione dei materiali originali, eccezion fatta per l'aggiunta di un capitolo addizionale, scritto da Ian Stewart, in cui si cerca di dar conto dei progressi della matematica avvenuti, nel tempo trascorso dalla prima edizione, su 12 questioni di confine: vi si danno approfondimenti su una formula per i numeri primi (§ 1), sulla congettura di Goldbach e i numeri primi gemelli (§ 2), sull'ultimo teorema di Fermat (§ 3), sull'ipotesi del continuo (§ 4), su una sottile questione riguardo alla soluzione di un problema di meccanica (proposto a p. 395) condotta solo su base topologica (§ 5), sul teorema dei quattro colori (§ 6), sulla dimensione di Hausdorff e sui frattali (§ 7), sulla teoria dei nodi (§ 8), sul problema dell'albero di Steiner (§ 910), su lamine saponate e superfici minime (§ 11), sull'analisi non standard (§ 12). La seconda edizione è stata tradotta in italiano nel 2000.

### Traduzioni
Il libro ha conosciuto traduzioni in varie altre lingue, tra cui, oltre all'italiano, il persiano, il vietnamita e lo spagnolo. In quest'ultima lingua, una prima edizione risale al 1971 (¿Qué es la matemática?: una exposición elemental de sus ideas y métodos) una traduzione della seconda edizione, dal titolo ¿Qué Son Las Matemáticas?), mentre una traduzione della seconda è andata in stampa nel 2002.
Ne sono state pubblicate milioni di copie non autorizzate con edizioni in russo e cinese da soli.

## Edizioni
Area anglofona
- (EN) Richard Courant e Herbert Robbins, What is Mathematics?: An Elementary Approach to Ideas and Methods, Londra, Oxford University Press, 1941, ISBN 0-19-502517-2.
- (EN)  2ª edizione riveduta e aggiornata, con materiali aggiuntivi di Ian Stewart, New York, Oxford University Press, 1996 ISBN 0-19-510519-2.

Area ispanofona
- (ES) Richard Courant e Herbert Robbins, ¿Qué es la matemática?: una exposición elemental de sus ideas y métodos, Aguilar editorial, 1971, ISBN 968-16-6717-4.
- (ES) Richard Courant, Robbins Herbert e Ian Stewart, ¿Qué Son Las Matemáticas? Conceptos y métodos fundamentales, México, D. F., Fondo de Cultura Económica, 2002, ISBN 968-16-6717-4. (trad. dalla seconda edizione)

Italiano
- Richard Courant, Herbert Robbins, Che cos'è la matematica?, traduzione di Liliana Ragusa Gilli, 1ª ed. italiana, dalla 3ª edizione orig. (ottobre 1945), Einaudi, 1950,  p. 754.
- Che cos'è la matematica?, traduzione di Liliana Ragusa Gilli, 1ª ed. italiana, dalla 3ª edizione orig. (ottobre 1945), Boringhieri, 1964,  p. 752.
- Che cos'è la matematica?, ed. riveduta da Ian Stewart; trad. di Liliana Ragusa Gilli, rived. da Laura Servidei, 2ª ed., Bollati Boringhieri, 2000,  p. 671, ISBN 88-339-1200-0.
- Che cos'è la matematica?, ed. riveduta da Ian Stewart; trad. di Liliana Ragusa Gilli, rived. da Laura Servidei, ristampa della 2ª ed. del 2000, Bollati Boringhieri, 2007,  p. 671, ISBN 978-88-339-1200-4.

Tedesco
- (DE) Was Ist Mathematik?, Springer Verlag, 2000, ISBN 3-540-63777-X.

Russo
- (RU) Что такое математика? Элементарный очерк идей и методов, Государственное издание технико-теоретической литературы, 1947.

Ungherese
- (HU) Mi a matematika?, traduzione di László Vekerdi, Gondolat Könyvkiadó, 1966,  p. 509.

Vietnamita
- (VI) Toán học là gì? Phác thảo sơ cấp về tư tưởng và phương pháp, 3 voll., Nhà xuất bản Khoa học và Kỹ thuật, 1984,  p. 510, ISBN 0-19-502517-2.